# Phước Long (phường)
Phước Long là một phường cũ thuộc thành phố Nha Trang, tỉnh Khánh Hòa, Việt Nam.

## Địa lý và dân số
Phường Phước Long có vị trí địa lý:
- Phía Đông giáp phường Vĩnh Nguyên
- Phía Tây giáp xã Vĩnh Thái
- Phía Nam giáp xã Phước Đồng
- Phía Bắc giáp phường Phước Hải.

Phường Phước Long có diện tích 4,27 km², dân số năm 2021 là 33.749 người, mật độ dân số đạt 7.903 người/km².

## Lịch sử
Phường Phước Long được thành lập vào ngày 19 tháng 11 năm 1998 trên cơ sở 427 ha diện tích tự nhiên và 14.391 nhân khẩu của phường Phước Hải.

## Kinh tế
Thu ngân sách của phường Phước Long năm 2021 là 8.312 triệu đồng, đạt 73,8% so với kế hoạch đề ra.